# Альфаро, Ванесса
Ванесса Альфаро (исп. Vanessa Alfaro, род. 1 июня 1983) — дизайнер, предприниматель, модель и актриса боливийского происхождения из Лос-Анджелеса, Калифорния. Альфаро — президент и генеральный директор Sonne Global Inc., компании, занимающейся дизайном, созданием, лицензированием брендов, маркетингом и рекламой. Альфаро создала первую и единственную линию женской одежды прет-а-порте для ФИФА во время чемпионата мира 2014 года в Бразилии. Она была единственным дизайнером, работавшим с ФИФА над женской линией с использованием официальных логотипов чемпионата мира по футболу.
Альфаро работала в сфере дизайна одежды, лицензирования продуктов и маркетинга.
Альфаро начала работать моделью в Боливии в 17 лет. Она вела активную карьеру редакционной и подиумной модели, а также была отмечена различными титулами на конкурсах красоты, включая «Самая фотогеничная» и «Самая красивая среди моделей».
В 19 лет Альфаро создала Sonne Imagen & Production в Кочабамбе, Боливия, когда она ещё училась на факультете коммерческого инжиниринга в Католическом университете в Боливии. Она закончила учёбу с отличием и получила степень магистра финансов. Также она специализировалась на графическом и модном дизайне. Когда Альфаро было 24 года, она вышла замуж и переехала в США. Оказавшись в США, она продолжала работать дизайнером, моделью, актрисой и певицей.

## Карьера

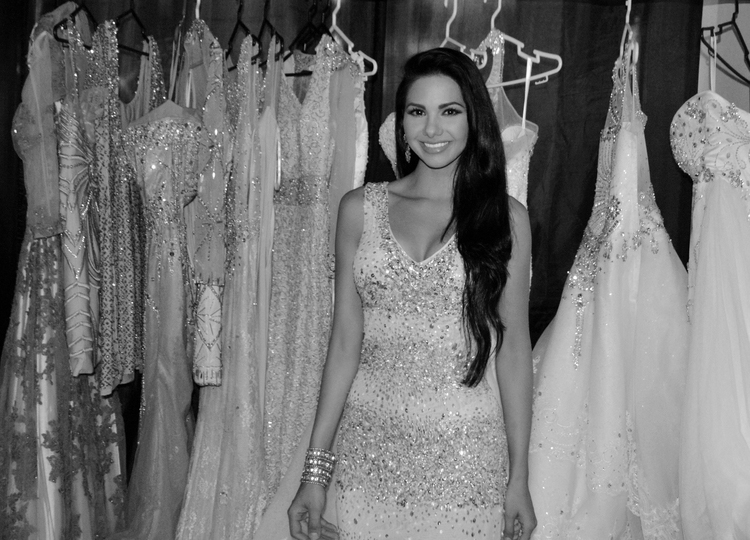
Модельер Ванесса Альфаро

Альфаро снялась в многочисленных ролях в музыкальных клипах, на телевидении и в фильмах, включая музыкальное видео Ашера «Hey Daddy» и в клипе Nickelodeon ICarly с актёром Джеком Блэком.
В конце 2013 года Альфаро создала первую и единственную линию женской одежды, лицензированную ФИФА для чемпионата мира 2014 года.
Альфаро — генеральный директор и основатель Vanessa Alfaro Bridal & Couture. Дом моды разрабатывает и производит коллекции от кутюр и свадебных платьев. Кроме того, она основала модный бренд CHIVANE.